# Rhabdosciadium petiolare
Rhabdosciadium petiolare är en flockblommig växtart som beskrevs av Pierre Edmond Boissier och Heinrich Carl Haussknecht. Rhabdosciadium petiolare ingår i släktet Rhabdosciadium och familjen flockblommiga växter. Inga underarter finns listade i Catalogue of Life.